# Auguste von Harrach

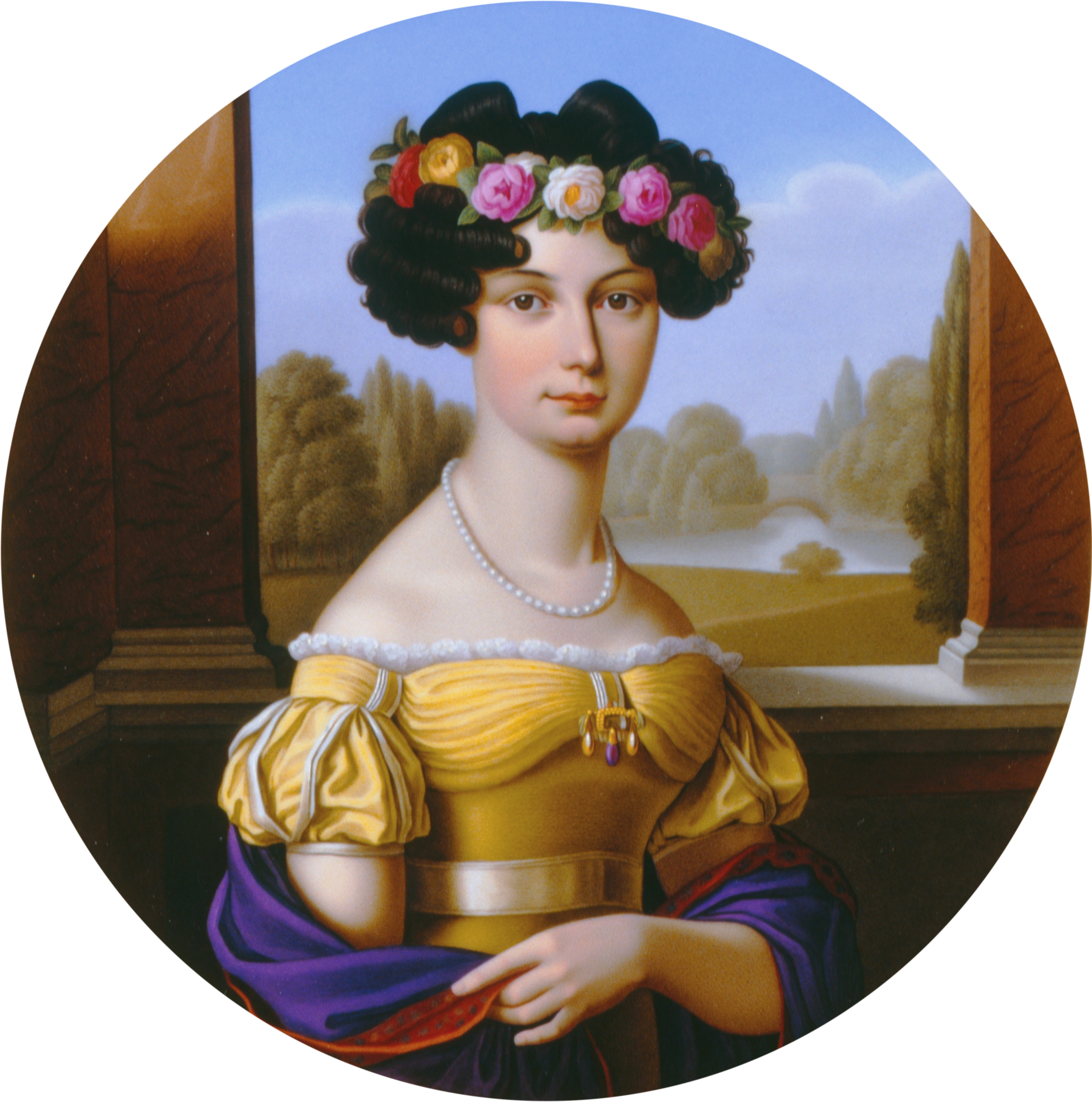
Auguste, vorstin van Liegnitz, gravin van Hohenzollern, gravin van Harrach tot Rohrau en Thannhausen

Auguste von Harrach (Dresden, 30 augustus 1800 - Bad Homburg, 5 juni 1873) werd geboren als gravin van Harrach tot Rohrau en Thannhausen. Ze werd verheven tot vorstin van Liegnitz en gravin van Hohenzollern op 8 november 1823 ter ere van haar morganatisch huwelijk op 9 november 1824 met de 30 jaar oudere koning Frederik Willem III van Pruisen.
Zij was het tweede kind van Ferdinand Joseph Graf von Harrach zu Rohrau und Thannhausen en Christiane von Rayski.
Het koninklijke paar bleef kinderloos. De koning had wel tien kinderen uit zijn eerste huwelijk.